# Akialoa d'Hawaï
Espèce
Statut de conservation UICN

EX : Éteint
L'Akialoa d'Hawaï (Akialoa obscura), aussi appelé Hémignathe akialoa, est une espèce éteinte d'oiseau de la famille des Fringillidae. L'espèce était endémique de l'île d'Hawaï. Elle a disparu au XXe siècle, victime de la perte de son habitat.

## Systématique
Le nom scientifique complet (avec auteur) de ce taxon est Akialoa obscura (J.F.Gmelin, 1788).
L'espèce a été initialement classée dans le genre Certhia sous le protonyme Certhia obscura J.F.Gmelin, 1788.
Ce taxon porte en français le nom vernaculaire ou normalisé suivant : Hémignathe akialoa.
Akialoa obscura a pour synonymes :
- Akialoa obscura subsp. obscura
- Certhia obscura J.F.Gmelin, 1788
- Hemignathus obscurus (J.F.Gmelin, 1788)
- Hemignathus obscurus subsp. checklist  1998